# Ringelpiez
Ringelpiez (Schreibweise auch Ringelpietz) ist eine umgangssprachliche, saloppe Bezeichnung für ein fröhliches, geselliges Beisammensein mit Tanz. Sie wird häufig als Bestandteil der Redewendung Ringelpiez mit Anfassen verwendet.

## Wortherkunft und Sprachgebrauch
Die Bezeichnung Ringelpiez ist laut Duden „ursprünglich norddeutsch, berlinisch“ und bedeutet eigentlich „Tanz und Gesang“. Der zweite Wortbestandteil stammt vermutlich aus dem Slawischen; das altpolnische Verb pieć bedeutet „singen“. Laut dem Etymologischen Wörterbuch von Wolfgang Pfeifer war Ringelpie(t)z anfangs eine Bezeichnung für einen Rundtanz (vgl. Ringelreihen) mit Gesang. Das Wort ging dann mit der allgemeineren Bedeutung „Tanzvergnügen“ oder „fröhliches, übermütiges Beisammensein“ in die Umgangssprache ein.
Die Redewendung „Ringelpiez mit Anfassen“ war schon im 19. Jahrhundert gebräuchlich. Sie ist eigentlich tautologisch, da die Tänzer jedenfalls bei den typischen Tanzhaltungen des Paartanzes sich an den Händen fassen und meist auch den Rücken oder die Schulter des Tanzpartners berühren. Die Berührung wird ausdrücklich ausgesprochen und etwas anzüglich oder abwertend „Anfassen“ genannt, was der Redewendung einen derben Charakter verleiht.
Als Ringelpiez oder „Ringelpiez mit Anfassen“ können zum Beispiel Tanzveranstaltungen (oder im weiteren Sinne Gruppenunternehmungen) bezeichnet werden, die als kindisch und langweilig empfunden werden oder bei denen eine frivole Stimmung aufkommt. Der Ausdruck Ringelpiez wird darüber hinaus bildhaft gebraucht, so dass beispielsweise auch Unternehmen oder Nationen als Teilnehmer eines „Ringelpiez“ dargestellt werden.
In Leipzig fanden 2017/18 eine Reihe von Partys für die LGBTI-Community unter dem Motto „Ringelpiez“ statt. Der 1. FC Köln brachte in der Saison 2018/19 ein Karnevals-Trikot mit Ringelmuster auf den Markt und wählte dafür das Motto „Ringelpiez zom Aanpacke“ (kölsch für „Ringelpiez zum Anfassen“).
Als sprachliches Pendant zu „Ringelpiez mit Anfassen“ wird gelegentlich der Ausdruck „Ringelpiez ohne Anfassen“ verwendet, zum Beispiel als Anspielung auf die Kontaktbeschränkungen während der COVID-19-Pandemie.